# Atletica leggera ai Giochi della IV Olimpiade
Ai Giochi della IV Olimpiade di Londra 1908 sono stati assegnati 27 titoli in gare di atletica leggera.
- Durata del programma: dal 13 al 25 luglio 1908;
- 27 titoli in palio;
- Sulla scia dei Giochi intermedi Atene 1906, viene sancito che la partecipazione deve essere ufficiale: gli atleti vengono iscritti alle gare dai rispettivi Comitati olimpici nazionali. Gli atleti rappresentano la propria nazione;
- Nazioni partecipanti: 20[1];
- Per la prima volta viene fissata una data di scadenza per le iscrizioni;
- Atleti iscritti: 430 (tutti uomini)[1];
- Sede delle gare: White City Stadium (Londra). Pista con fondo in cenere, lunghezza di un terzo di miglio (536,45 m), a 6 corsie; larghezza di circa 7,3 metri (24 piedi);
- Si gira la pista in senso antiorario;
- La pioggia colpisce insistentemente Londra durante tutti i giorni delle gare, tranne venerdì 24 (giorno in cui si disputa la maratona, afflitta invece da un caldo umido);
- 4 migliori prestazioni mondiali, 10 nuovi record olimpici (considerando anche i Giochi intermedi Atene 1906).

## Partecipazione
Dal momento che la partecipazione avviene su base nazionale, gli americani hanno organizzato, tra maggio e giugno, le prime selezioni olimpiche. Data la vastità del Paese si disputano in tre luoghi diversi: Palo Alto (California) per l'Ovest (9 maggio), Chicago per il Centro (29 maggio) e Filadelfia per l'Est (29 e 30 maggio). Diverranno note in tutto il mondo come "I Trials".

I britannici padroni di casa si sentono sicuri di primeggiare nelle gare di corsa dai 400 metri in su (inclusa la maratona), nelle staffette e nella marcia; gli statunitensi vogliono dominare le gare di velocità (ostacoli compresi) e i concorsi (tranne il giavellotto, in cui non hanno una tradizione). Anche i canadesi puntano sulle gare di velocità.

I governi francese, tedesco e canadese hanno deciso di finanziare direttamente le proprie spedizioni. Nessuna nazione può iscrivere atleti stranieri ai Giochi (era successo, per esempio, due anni prima ad Atene, quando la Germania aveva iscritto il sudafricano Vincenz Duncker poiché il suo Paese non era presente).
Le 20 nazioni che prendono parte alle gare di atletica leggera ai IV Giochi olimpici sono:
| Paese                                   | Atleti |
| --------------------------------------- | ------ |
| Australasia (Australia + Nuova Zelanda) | 9      |
| Austria                                 | 2      |
| Belgio                                  | 6      |
| Boemia                                  | 3      |
| Canada                                  | 27     |
| Danimarca                               | 8      |
| Finlandia                               | 15     |
| Francia                                 | 19     |
| Germania                                | 20     |
| Regno Unito (comprende l'Irlanda)       | 126    |
| Grecia                                  | 12     |
| Italia                                  | 12     |
| Norvegia                                | 11     |
| Paesi Bassi                             | 19     |
| Russia                                  | 1      |
| Stati Uniti                             | 84     |
| Sudafrica                               | 6      |
| Svezia                                  | 31     |
| Svizzera                                | 1      |
| Ungheria                                | 19     |

Per Svizzera, Impero russo e Sudafrica è la prima partecipazione ai Giochi come squadra nazionale.

## Il punto tecnico

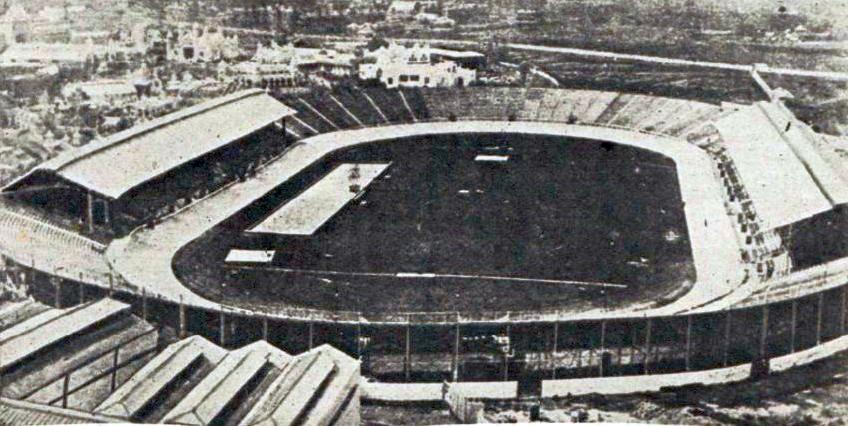
Una veduta dello Stadio White City in occasione dei Giochi.

Sono ammessi per ogni gara fino a 12 uomini della stessa nazione. Per le staffette, ogni nazione può iscrivere una squadra.
| Specialità               | Stati Uniti | Gran Bretagna | Finlandia | Canada | Svezia | Germania |
| ------------------------ | ----------- | ------------- | --------- | ------ | ------ | -------- |
| 100 metri                | 10          | 11            |           |        |        | 7        |
| 200 metri                | 7           | 9             |           |        |        |          |
| 400 metri                | 9           | 11            |           |        |        |          |
| 800 metri                | 10          | 10            |           |        |        |          |
| 1500 metri               |             | 10            |           |        |        |          |
| 5 miglia                 |             | 7             |           |        |        |          |
| 110 ostacoli             |             | 11            |           |        |        |          |
| 400 ostacoli             |             | 7             |           |        |        |          |
| 3200 m siepi             | 7           | 11            |           |        |        |          |
| Maratona                 | 12          | 12            |           | 12     | 7      |          |
| Marcia 3500 m            |             | 10            |           |        |        |          |
| Marcia 10 miglia         |             | 12            |           |        |        |          |
| Salto in lungo           | 7           | 7             |           |        |        |          |
| Salto triplo             | 7           |               |           |        |        |          |
| Alto da fermo            | 7           |               |           |        |        |          |
| Lungo da fermo           | 7           |               |           |        |        |          |
| Getto del peso           | 7           |               | 8         |        |        |          |
| Lancio del disco         | 10          | 7             | 7         |        |        |          |
| Giavellotto stile libero |             |               | 8         |        |        |          |

Il cronometraggio è manuale al quinto di secondo. È ufficializzato solo il tempo del primo classificato.

Il CIO impone l'uso del sistema metrico decimale, nonostante le pressioni degli inglesi per l'adozione del sistema di misurazione imperiale.

Gli organizzatori però ottengono che si percorra la pista in senso antiorario, com'è consuetudine in Inghilterra. Nonostante in tutta Europa si giri in senso orario (ai Giochi di Atene 1896 e 1906 e Parigi 1900, infatti, si era girata la pista in senso orario), tale norma avrà un seguito e verrà normalizzata dalla IAAF, che la renderà obbligatoria in tutte le competizioni ufficiali.
I giudici, secondo la consuetudine, sono tutti della nazionalità del paese organizzatore. Sarà questa l'ultima volta ai Giochi.

Nelle corse è accettato l'uso delle lepri, cioè di concorrenti che si assumono il compito di tenere alto il ritmo e di fare selezione all'inizio della gara ma che non partecipano alla volata finale.

Nelle gare brevi, il sorteggio delle corsie viene fatto direttamente dagli atleti alla partenza. Ciascuno estrae da un sacchetto il biglietto che gli assegna la propria.

Gli atleti sono tenuti ad osservare delle precise norme sul vestiario. La divisa da gara deve coprire le spalle e deve giungere almeno fino al ginocchio.

Salto in lungo: è in vigore una regola che oggi non esiste più: se quando si atterra sulla sabbia si ricade all'indietro, il salto viene annullato.

Le premiazioni degli atleti avvengono ancora in apposite cerimonie o in banchetti ufficiali, un giorno o due dopo le gare. Sarà l'ultima volta ai Giochi.
Codifiche
- Salto triplo: viene fissato lo stile hop, step and jump ("balzo, passo e salto"), secondo cui dopo lo stacco si deve ricadere sulla stessa gamba e poi alternare.
- Getto del peso: vengono confermate le misure inglesi: 16 libbre (7,257 kg) e pedana di 7 piedi di lato (2,135 m). L'unica variazione è che la pedana, da quadrata, diventa circolare. Le misure sono in vigore ancora oggi.
- Lancio del disco: viene codificato il peso di kg 2,0, e viene stabilito che la pedana deve essere circolare con un diametro di 2,5 metri. Le misure sono in vigore ancora oggi.
- Lancio del giavellotto: si misura il lancio ad angolo retto dal punto di caduta dell'attrezzo alla linea di demarcazione o al prolungamento di essa.

## Regolamenti
Corse
Nelle gare fino ai 1500 metri i turni di qualificazione non prevedono recuperi: passa solamente chi vince. Questo criterio creerà delle disparità tra i concorrenti e non sarà più adottato in seguito.
Nei 400 metri piani, semifinali e finale si svolgono nella stessa giornata. Tale consuetudine perdurerà per mezzo secolo. Solo a partire da Roma 1960 verrà interposto un giorno di intervallo tra gli ultimi due turni di gara.
Concorsi
Oggi, in tutte le competizioni dove si assegnano titoli, la qualificazione e la finale sono due eventi diversi. Le qualificazioni si svolgono di norma il giorno prima della finale.

Invece in quest'epoca la «Qualificazione» corrisponde alle prime tre prove, cui hanno diritto tutti gli iscritti. I migliori proseguono la gara con tre ulteriori prove («Finale»). Qualificazione e finale sono un unico evento: tutti i sei salti sono inclusi nella classifica finale. Per decisione degli organizzatori, nell'Alto e nell'Asta accedono alla finale i primi otto, mentre nel Lungo e nel Triplo solamente i primi tre.
Nei lanci si adotta lo stesso criterio di Salto in lungo e Salto triplo: tutti gli iscritti hanno diritto a tre prove. Poi viene stilata una graduatoria. I primi tre accedono alla finale (altri tre lanci). Tutti i sei lanci fanno classifica.

## Calendario
| Uomini |                    |                          |                  |                  |                   |   |                |          |          |               |           |           |    |    |
| 1500 m | 1500 m             |                          |                  |                  |                   |   | 800 m          | 800 m    |          |               | Staffetta | Staffetta | 27 |    |
|        | 3 miglia a squadre | 3 miglia a squadre       |                  | 3200 m siepi     | 3200 m siepi      |   | 400 ost.       | 400 ost. | 400 ost. | 110 ost.      | 110 ost.  | 110 ost.  | 27 |    |
|        | Marcia 3500 m      | 5 miglia                 | Marcia 10 miglia | Marcia 10 miglia | 5 miglia          |   |                |          |          |               | Maratona  |           | 27 |    |
|        |                    |                          |                  |                  |                   |   | 100 m          | 100 m    | 100 m    |               |           |           | 27 |    |
|        |                    |                          |                  |                  |                   |   |                | 200 m    | 200 m    | 200 m         |           |           | 27 |    |
|        |                    |                          |                  |                  |                   |   |                | 400 m    | 400 m    | 400 m         |           |           | 27 |    |
|        | Martello           | Giavellotto stile libero | Disco            | Giavellotto      | Disco stile greco |   | Lungo da fermo | Alto     | Lungo    | Alto da fermo | Asta      | Triplo    | 27 |    |
|        |                    |                          | Peso             | Tiro alla fune   | Tiro alla fune    |   |                |          |          |               |           |           | 27 |    |
|        |                    |                          |                  |                  |                   |   |                |          |          |               |           |           |    |    |
| Titoli | -                  | 3                        | 2                | 2                | 2                 | 4 | -              | 1        | 2        | 3             | 3         | 2         | 3  | 27 |

|  | Qualificazioni |  | Finali |

Gli organizzatori hanno deciso di sovrapporre tutte e tre le gare di velocità, infatti 100, 200 e 400 metri piani si disputano praticamente negli stessi giorni. La cosa però non preoccupa gli sprinter: infatti i primi tre classificati nei 200 metri (Bobby Kerr, Robert Cloughen e Nate Cartmell) disputano anche la gara più breve. 

Una diversa attenzione viene posta alle gare di resistenza (800 m, 1500 m e 5 miglia), che sono opportunamente separate di alcuni giorni tra loro. 

Nel programma del mezzofondo non ci sono gare nei giorni dal 20 al 23 luglio. Sarebbe stato ottimale inserire in quello spazio le 3 miglia a squadre. Invece gli organizzatori la collocano in concomitanza del primo turno delle 5 miglia (18 luglio). La decisione appare cervellotica.

I quattro salti sono collocati opportunamente in quattro giorni diversi. I salti da fermo non si incrociano con i salti con la rincorsa.

Per quanto riguarda i lanci, invece, c'è una sovrapposizione: Peso e Disco si disputano nello stesso giorno.

Com'è tradizione nei Paesi di lingua inglese, di domenica non si gareggia.

## Nuovi record
Le quattro migliori prestazioni mondiali sono, per definizione, anche record olimpici.
| Migliore prestazione mondiale | 4 specialità:  | 800 m, 110 hs, 400 hs e marcia 10 miglia. |
| Nuovo record olimpico in      | 10 specialità: | 100 m (record eguagliato), 200 m (eguagliato), 400 m, 1.500 m, salto in alto, salto con l'asta, lungo, triplo, lancio del martello e lancio del giavellotto. |

## Risultati delle gare
Ai Giochi olimpici dal 1896 fino al 1912, i tempi delle corse erano cronometrati al quinto di secondo. Per comodità del lettore, qui sono riportati in decimi.
| Specialità | Oro                                                                                 | Risultato | Argento                                                                 | Risultato     | Bronzo                                                                                      | Risultato     | Dettagli            |
| --- | ----------------------------------------------------------------------------------- | --------- | ----------------------------------------------------------------------- | ------------- | ------------------------------------------------------------------------------------------- | ------------- | ------------------- |
| 100 m | Reginald Walker                                                                     | 10"8 =    | James Rector                                                            | 10"9          | Bobby Kerr                                                                                  | 10"9          | Classifica completa |
| 200 m | Bobby Kerr                                                                          | 22"6      | Robert Cloughen                                                         | 22"6          | Nate Cartmell                                                                               | 22"7          | Classifica completa |
| 400 m | Wyndham Halswelle                                                                   | 50"0      | Non assegnata                                                           | Non assegnata | Non assegnata                                                                               | Non assegnata | Classifica completa |
| 800 m | Mel Sheppard                                                                        | 1'52"8    | Emilio Lunghi                                                           | 1'54"2        | Hanns Braun                                                                                 | 1'54"2        | Classifica completa |
| 1.500 m | Mel Sheppard                                                                        | 4'03"4    | Harold Wilson                                                           | 4'03"6        | Norman Hallows                                                                              | 4'04"0        | Classifica completa |
| 5 miglia | Emil Voigt                                                                          | 25'11"2   | Edward Owen                                                             | 25'24"0       | John Svanberg                                                                               | 25'37"2       | Classifica completa |
| 3.200 m siepi | Arthur Russell                                                                      | 10'47"8   | Archie Robertson                                                        | 10'48"4       | John Eisele                                                                                 | 11'00"8       | Classifica completa |
| 110 m ostacoli | Forrest Smithson                                                                    | 15"0      | John Garrels                                                            | 15"7          | Arthur Shaw                                                                                 | 15"8          | Classifica completa |
| 400 m ostacoli | Charles Bacon                                                                       | 55"0      | Harry Hillman                                                           | 55"3          | Jimmy Tremeer                                                                               | 57"0          | Classifica completa |
| 3 miglia a squadre | Regno Unito Joe Deakin Arthur Robertson William Coales Harold Wilson Norman Hallows | 6 p.      | Stati Uniti John Eisele George Bonhag Herb Trube Gayle Dull Harvey Cohn | 19 p.         | Francia Louis Bonniot de Fleurac Joseph Dréher Paul Lizandier Jean Bouin Alexandre Fayollat | 32 p.         | Classifica completa |
| Maratona | Johnny Hayes                                                                        | 2h55'18"4 | Charles Hefferon                                                        | 2h56'06"0     | Joseph Forshaw                                                                              | 2h56'10"4     | Classifica completa |
| Marcia 3.500 m | George Larner                                                                       | 14'55"0   | Ernest Webb                                                             | 15'07"4       | Harry Kerr                                                                                  | 15'43"4       | Classifica completa |
| Marcia 10 miglia | George Larner                                                                       | 1h15'57"4 | Ernest Webb                                                             | 1h17'31"0     | Edward Spencer                                                                              | 1h21'20"2     | Classifica completa |
| Salto in alto | Harry Porter                                                                        | 1,905 m   | Con Leahy István Somodi Géo André                                       | 1,880 m       | Non assegnata                                                                               | Non assegnata | Classifica completa |
| Alto da fermo | Ray Ewry                                                                            | 1,575 m   | Kōnstantinos Tsiklītīras John Biller                                    | 1,550 m       | Non assegnata                                                                               | Non assegnata | Classifica completa |
| Salto con l'asta | Alfred Gilbert Edward Cook                                                          | 3,71 m    | Non assegnata                                                           | Non assegnata | Ed Archibald Clare Jacobs Bruno Söderström                                                  | 3,58 m        | Classifica completa |
| Salto in lungo | Frank Irons                                                                         | 7,480 m   | Daniel Kelly                                                            | 7,090 m       | Calvin Bricker                                                                              | 7,085 m       | Classifica completa |
| Lungo da fermo | Ray Ewry                                                                            | 3,335 m   | Kōnstantinos Tsiklītīras                                                | 3,230 m       | Martin Sheridan                                                                             | 3,225 m       | Classifica completa |
| Salto triplo | Tim Ahearne                                                                         | 14,915 m  | Garfield MacDonald                                                      | 14,760 m      | Edvard Larsen                                                                               | 14,395 m      | Classifica completa |
| Getto del peso | Ralph Rose                                                                          | 14,21 m   | Denis Horgan                                                            | 13,62 m       | John Garrels                                                                                | 13,18 m       | Classifica completa |
| Lancio del disco | Martin Sheridan                                                                     | 40,890 m  | Merritt Giffin                                                          | 40,700 m      | Bill Horr                                                                                   | 39,445 m      | Classifica completa |
| Disco stile greco | Martin Sheridan                                                                     | 38,000 m  | Bill Horr                                                               | 37,325 m      | Verner Järvinen                                                                             | 36,480 m      | Classifica completa |
| Lancio del martello | John Flanagan                                                                       | 51,92 m   | Matt McGrath                                                            | 51,18 m       | Con Walsh                                                                                   | 48,50 m       | Classifica completa |
| Lancio del giavellotto | Eric Lemming                                                                        | 54,825 m  | Arne Halse                                                              | 50,570 m      | Otto Nilsson                                                                                | 47,11 m       | Classifica completa |
| Giavellotto stile libero | Eric Lemming                                                                        | 54,445 m  | Michalīs Dōrizas                                                        | 51,36 m       | Arne Halse                                                                                  | 49,73 m       | Classifica completa |
| Staffetta olimpica | Stati Uniti William Hamilton Nate Cartmell John Taylor Mel Sheppard                 | 3'29"4    | Germania Arthur Hoffmann Hans Eicke Otto Trieloff Hanns Braun           | 3'32"4        | Ungheria Pál Simon Frigyes Mezei József Nagy Ödön Bodor                                     | 3'32"5        | Classifica completa |
| Tiro alla fune | Regno Unito                                                                         |           | Regno Unito                                                             |               | Regno Unito                                                                                 |               | Classifica completa |
| record mondiale; record olimpico; record mondiale stagionale; record africano; record asiatico; record europeo; record nord-centroamericano e caraibico; record sudamericano; record oceaniano; record nazionale; record personale; record personale stagionale. |                                                                                     |           |                                                                         |               |                                                                                             |               |                     |

## Medagliere
| Posizione | Paese       | Oro | Argento | Bronzo | Totale |
| --------- | ----------- | --- | ------- | ------ | ------ |
| 1         | Stati Uniti | 16  | 10      | 8      | 34     |
| 2         | Regno Unito | 7   | 7       | 3      | 17     |
| 3         | Svezia      | 2   | 0       | 3      | 5      |
| 4         | Canada      | 1   | 1       | 4      | 6      |
| 5         | Sudafrica   | 1   | 1       | 0      | 2      |
| 6         | Grecia      | 0   | 3       | 0      | 3      |
| 7         | Norvegia    | 0   | 1       | 2      | 3      |
| 8         | Germania    | 0   | 1       | 1      | 2      |
| 8         | Francia     | 0   | 1       | 1      | 2      |
| 8         | Ungheria    | 0   | 1       | 1      | 2      |
| 11        | Italia      | 0   | 1       | 0      | 1      |
| 12        | Australasia | 0   | 0       | 1      | 1      |
| 12        | Finlandia   | 0   | 0       | 1      | 1      |
| Totale    | Totale      | 27  | 27      | 25     | 79     |